# Strephonota ericeta
Espèce
Strephonota ericeta est un papillon de la famille des Lycaenidae, de la sous-famille des Theclinae et du genre Strephonota.

## Dénomination
Strephonota ericeta a été décrit par William Chapman Hewitson en 1870 sous le nom de Thecla ericeta.
Synonyme : Thecla munatia Hewitson, 1878.

### Nom vernaculaire
Strephonota ericeta se nomme Ericeta Hairstreak en anglais.

## Description
Strephonota ericeta est un petit papillon aux antennes et aux pattes annelées de blanc et de marron, avec une longue fine queue et une très courte à chaque aile postérieure. 
Le dessus est de couleur bleu clair avec aux ailes antérieures une bordure costale et un apex marron.
Le revers est beige orné de lignes blanches avec aux ailes postérieures deux ocelles, un rouge entre les deux queues et un marron en position anale.

## Écologie et distribution
Strephonota ericeta est présent au Guatemala, au Costa Rica et à Panama,.

### Protection
Pas de statut de protection particulier.